# Polonus
PKS Polonus — польська автотранспортна компанія зі штаб-квартирою у Варшаві, що здійснює міжміські та міжнародні пасажирські автоперевезення. Один із провідних операторів польського ринку автобусних перевезень. Повністю перебуває у власності Державного казначейства Польщі.

## Історія
Компанія є правонаступником створеного в 1946 році національного перевізника Державні автомобільні комунікації (PKS), діяльність якої охоплювала всю території Польщі у сфері пасажирських та вантажоперевезень.
У 1967 році основним хабом підприємства, де обслуговувався автопарк став автовокзал PKS-PKP Warszawa – Stadion.
У 1984 році відкрито станцію технічного обслуговування на автовокзалі Варшава-Західна.
Згідно Розпорядження міністра транспорту та морської економіки, 1 червня 1990 року, шляхом реорганізації PKS у Варшаві було створено Державну автомобільну транспортну компанію (PPKS). В подальшому підприємство пережило ряд організаційних та структурних змін, спрямованих на адаптацію діяльності підприємства до нових ринкових умов. У цей період було модернізовано та замінено рухомий склад, розпочато постійне міжнародне сполучення та нові напрямки міжміського сполучення. На той час у Польщі була єдина мережа телефонних бронювань.
У 2008 році компанія поглинула філії PKS у Пясечно та Новому-Дворі-Мазовецькому. Тоді ж була запущена система купівлі квитків в інтернеті.
У 2011 році Варшавський окружний суд XII-го комерційного департаменту перетворив державне підприємство на комерційне шляхом підтвердженої приватизації. З дня реєстрації, 1 лютого 2011 року, компанія працює під назвою «PKS Polonus w Warszawie Spółka Akcyjna».

## Діяльність
Компанія створена в результаті приватизації Варшавської філії державного перевізника PKS 15 грудня 2010 року. Комерційну діяльність розпочала 1 лютого 2011 року під наглядом Міністерства державної скарбниці Польщі.
1 липня 2008 року до складу компанії включені філії в Новому-Дворі-Мазовецькому та Пясечно. Після об'єднання «PKS Polonus» став найбільшим перевізником у Мазовії, де працювало понад 400 осіб. Діяльність компанії базується на базах у Новому-Дворі-Мазовецькому, Пясечно та Варшаві, а також структурі  вокзалу Варшава-Заходня.
У мережі місцевого сполучення перевізника з обслуговування частини Варшавської агломерації перевізник обслуговує ряд напрямків з Пясечно та Нового-Двору-Мазовецького. 
Компанія є власником та основним оператором автовокзалу Варшава-Західна.. Підприємство обслуговує понад 35 міжміських та майже 25 місцевих маршрутів.
У квітні 2015 року була запущена платформа продажу квитків для інших перевізників — «Dworzec Online».
У 2018 році компанія «Polonus» зазнала маркетингової трансформації, яка є одним із елементів нового логотипу. У червні 2018 року була представлена партнерська програма Polonus — партнерська мережа польських автобусних перевізників.

## Галерея

Автобуси в лівреї перевізника
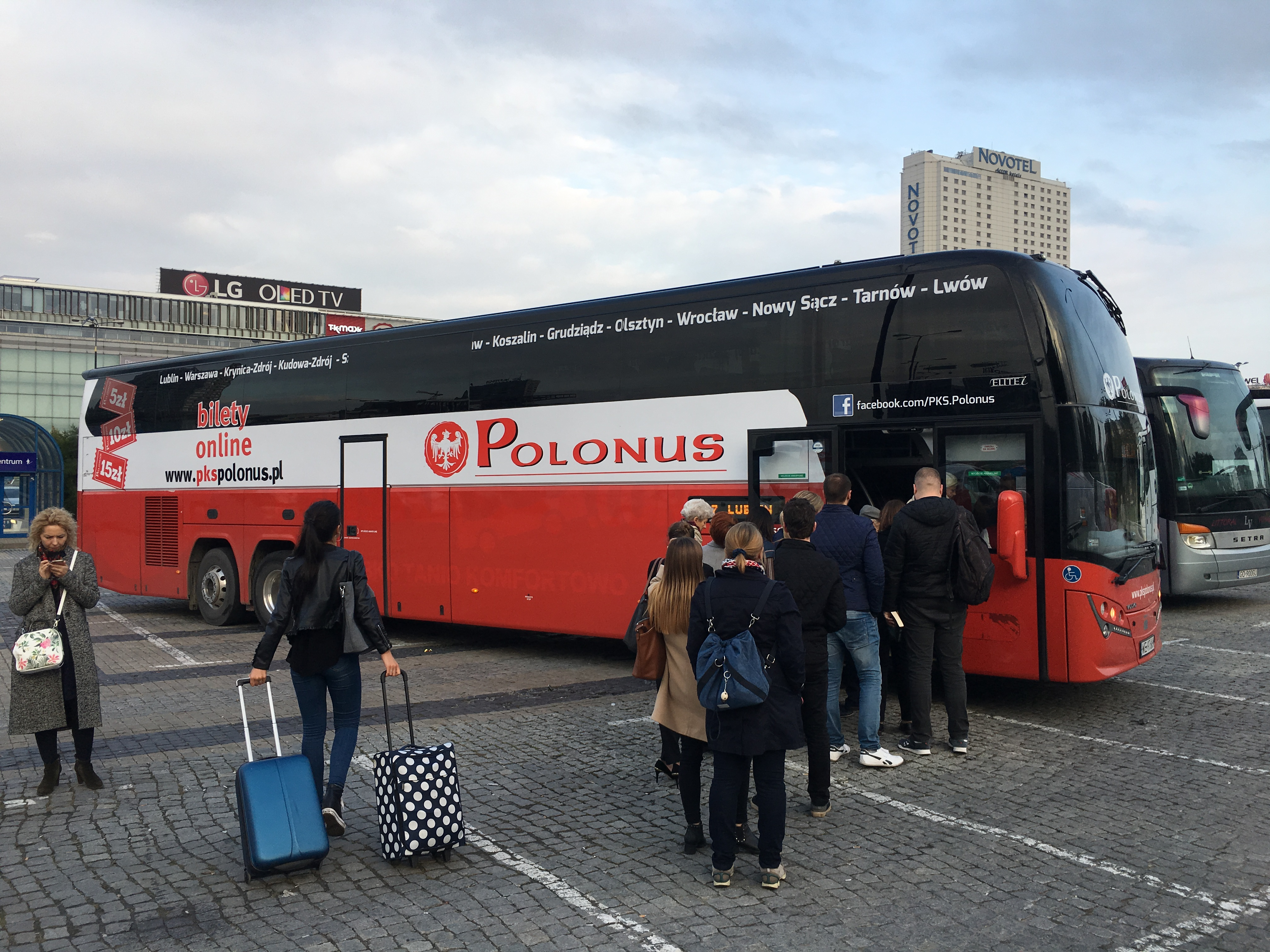
На Площі Дефіляд, Варшава
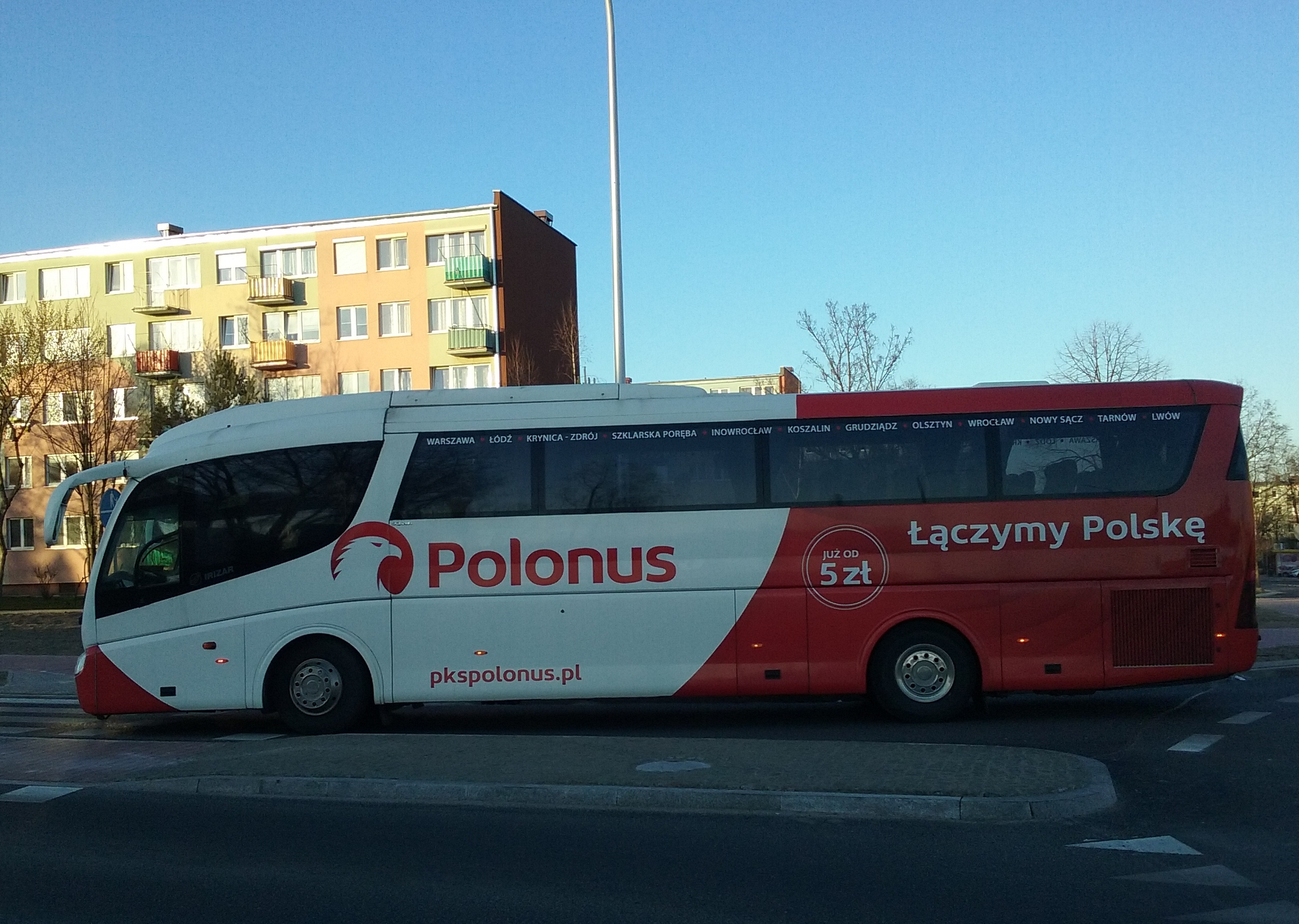
Автобус із парку «PKS Tomaszów Mazowiecki», Томашув-Мазовецький
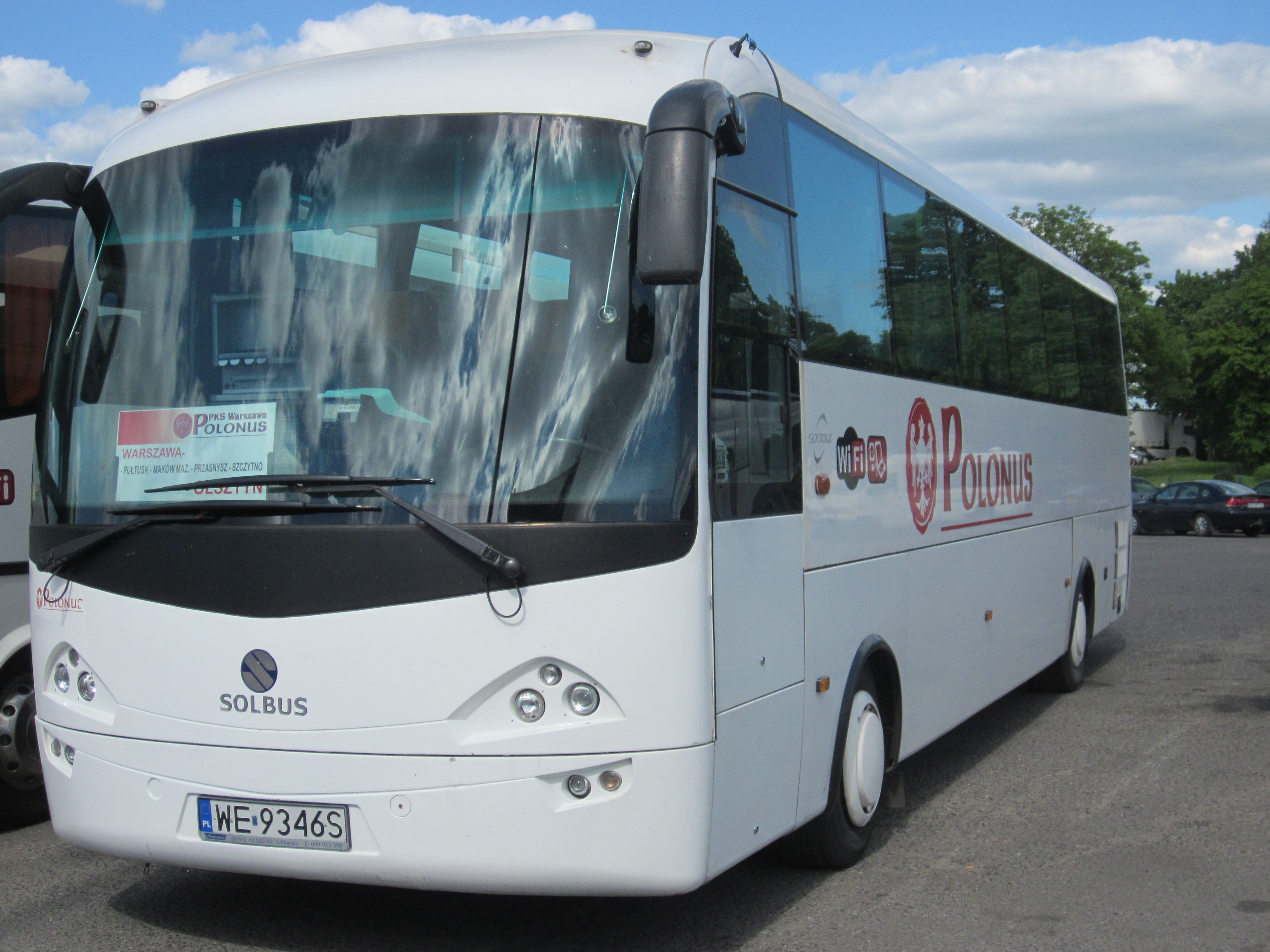
На автовокзалі «Варшава-Західна»
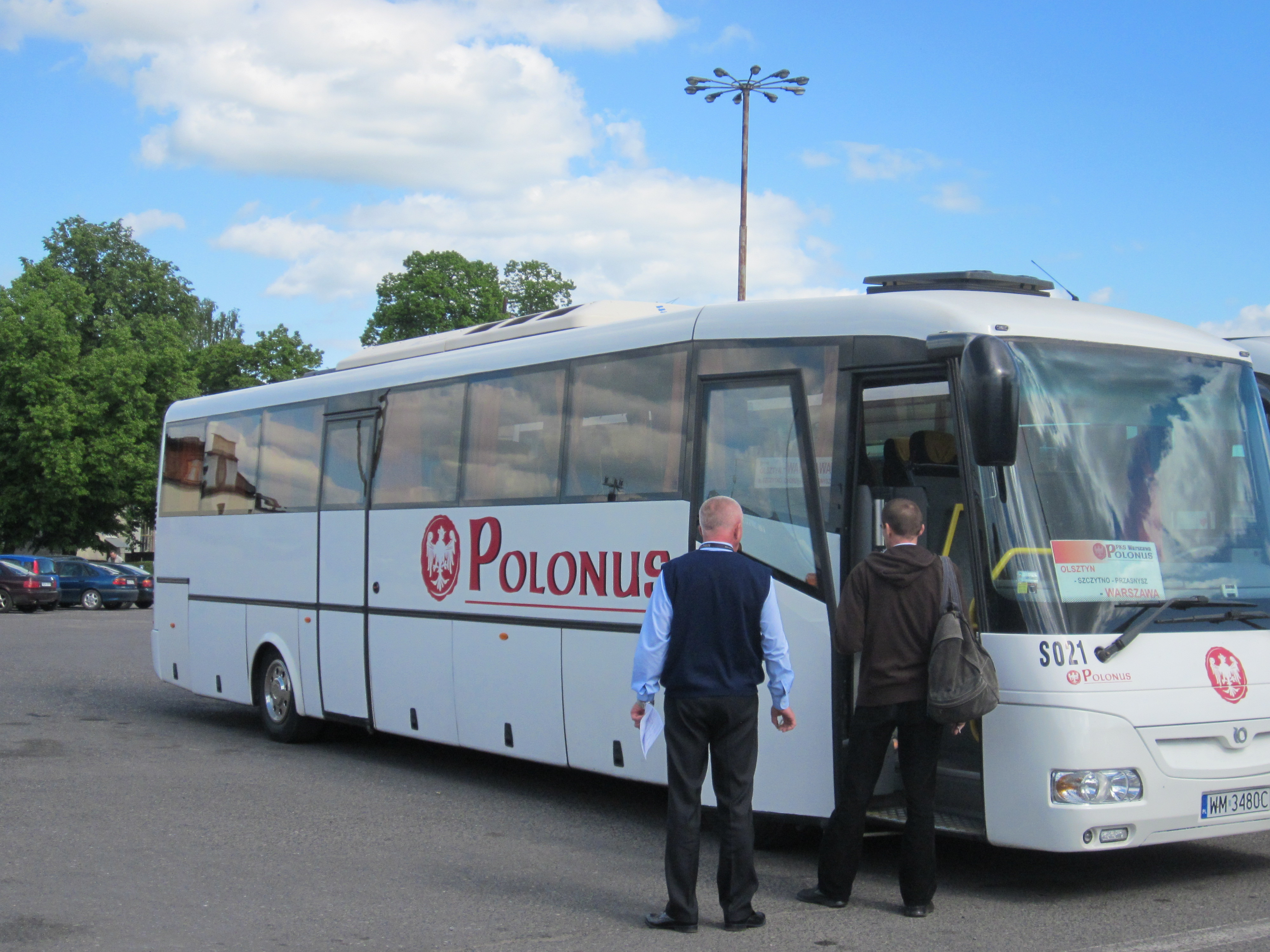
В Ольштині
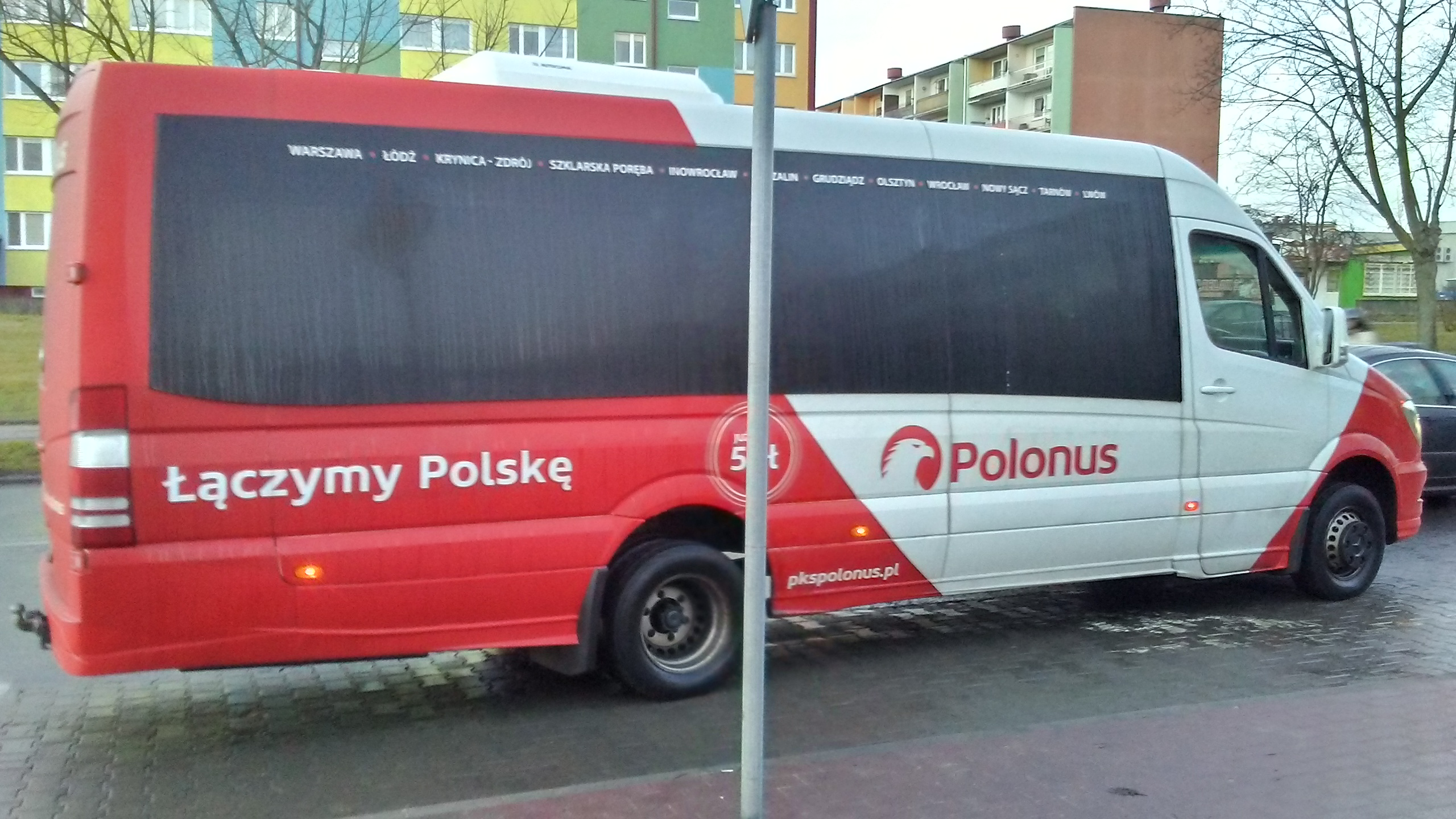
Гасло компанії «Łączymy Polskę» на лівреї автобуса